# 仰天!ひらめき研Q所
『仰天!ひらめき研Q所』（ぎょうてん ひらめきけんキューじょ）は、1997年4月14日から同年9月22日までテレビ東京系列で放送されていたテレビ東京製作のバラエティ番組である。全21回。放送時間は毎週月曜 21:00 - 21:54 （日本標準時）、初回のみ21:00 - 22:24の拡大スペシャルで放送。
発明と発見に関する様々なエピソードを紹介し、それらの発想を1997年当時の時代へ活かすことをコンセプトにしていた。

## 出演者

### レギュラー
- 小堺一機[2]
- 赤坂泰彦
- 高島忠夫[3]
- 羽田惠理香[4]

### ナレーター
- 皆口裕子[5]

## エンディングテーマ
- 運命の車輪（MASCHERA）